# Yuri Zubritski
Yuri Aleksandrovich Zubritski (en ruso: Ю́рий Алекса́ндрович Зубри́цкий; Barybinski, Óblast de Novosibirsk, 8 de julio de 1923 - Moscú, 24 de marzo de 2007), fue un científico ruso latinoamericanista enfocado en los estudios indígenas, poeta, traductor, profesor e investigador principal del Instituto de América Latina de la Academia de Ciencias de Rusia. Doctor honoris causa de la Universidad de Lima, fue condecorado con la Orden al Mérito por Servicios Distinguidos en Perú.

## Biografía
Cuando culminó la escuela secundaria, fue a luchar contra la invasión nazi como voluntario, a la edad de 18 años, y participó como combatiente en la Gran Guerra Patria por tres años, en varios frentes de Bielorrusia. Se graduó en el Instituto Estatal de Relaciones Internacionales de Moscú en 1951. Enseñó Historia de América Latina en la Universidad Rusa de la Amistad de los Pueblos Patrice Lumumba. Defendió su tesis doctoral en mayo de 1970. Trabajó en el Instituto de América Latina de la Academia de Ciencias, donde dirigió la sección de los países andinos.
Realizó análisis sobre las relaciones étnicas y los movimientos sociales de las etnias, las nacionalidades indígenas y las naciones en América Latina. Según Ileana Almeida, Zubritski planteó en Otavalo en 1977, la idea de un estado plurinacional que considerara a los indígenas  como pueblos que habían conservado sus lenguas, culturas, territorios y memoria histórica y que tenían derecho a la libertad política, a la autonomía, a gobernarse a sí mismos y no dejar que otros lo hicieran por ellos.
Abogó por poner en práctica la estandarización del idioma quechua y por acordar un alfabeto, un vocabulario y una gramática quechua, normativos y unificados.
Fue un promotor de la cultura y la lengua quechua en la Unión Soviética y Rusia. Se considera que fue el primer ruso que dominó el idioma quechua; tradujo al ruso muchas obras clásicas de la literatura incaica y quechua. También tradujo poesía del francés y escribió obras originales.
Gracias a sus esfuerzos, la Radio Moscú comenzó a transmitir regularmente en quechua desde 1964. Durante 20 años fue el jefe del servicio de transmisión en idiomas indígenas de la Radio Moscú y a menudo aparecía al aire. Las grabaciones de sus transmisiones se guardan en la biblioteca de música de la emisora.
Durante muchos años estuvo impulsando la idea de organizar una expedición en busca de la ciudad de Paititi, donde supuestamente los incas escondieron sus tesoros tras la conquista de su país por parte de los españoles.